# Rieckesches Prinzip
Das Rieckesche Prinzip beschreibt, dass unter Druck stehende Kristalle oder Kristallbereiche bevorzugt in Lösung gehen gegenüber nicht unter Druck stehenden. Dieses Prinzip der Drucklösung ist nach Eduard Riecke (1845–1915) benannt, der 1894 eine Arbeit über die Löslichkeit von Eis unter gleichförmigem oder gerichtetem Druck veröffentlichte. Das Prinzip wurde später von Otto Mügge auf die Löslichkeit von Gesteinen ausgeweitet. Erste Arbeiten zur Löslichkeit von Gesteinen und Kristallen unter Druck wurden bereits von Henry Clifton Sorby Mitte des 19. Jahrhunderts durchgeführt.
Bei der Diagenese oder der Metamorphose von Sedimenten werden unter Druck stehende Körner oder Kornbereiche gelöst, und die chemischen Bausteine werden an das Porenwasser des Sediments abgegeben. Die nicht unter Druck stehenden Gesteinsbereiche im Druckschatten nehmen diese Bausteine aus der Lösung auf und werden größer. Treibende Kraft für diesen Vorgang ist der Unterschied zwischen der äußeren Spannung und dem Druck der Porenflüssigkeit, der einen Unterschied im chemischen Potential der gelösten Substanz erzeugt.